# نویمارک بای وایمار
شهر نویمارک بای وایمار (به آلمانی: Neumark bei Weimar) در ایالت تورینگن در کشور آلمان واقع شده‌است.